# Pim Ligthart
Pim Ligthart, né le 16 juin 1988 à Hoorn, est un coureur cycliste néerlandais. Il a notamment remporté le championnat des Pays-Bas sur route durant sa première année professionnelle en 2011.

## Biographie

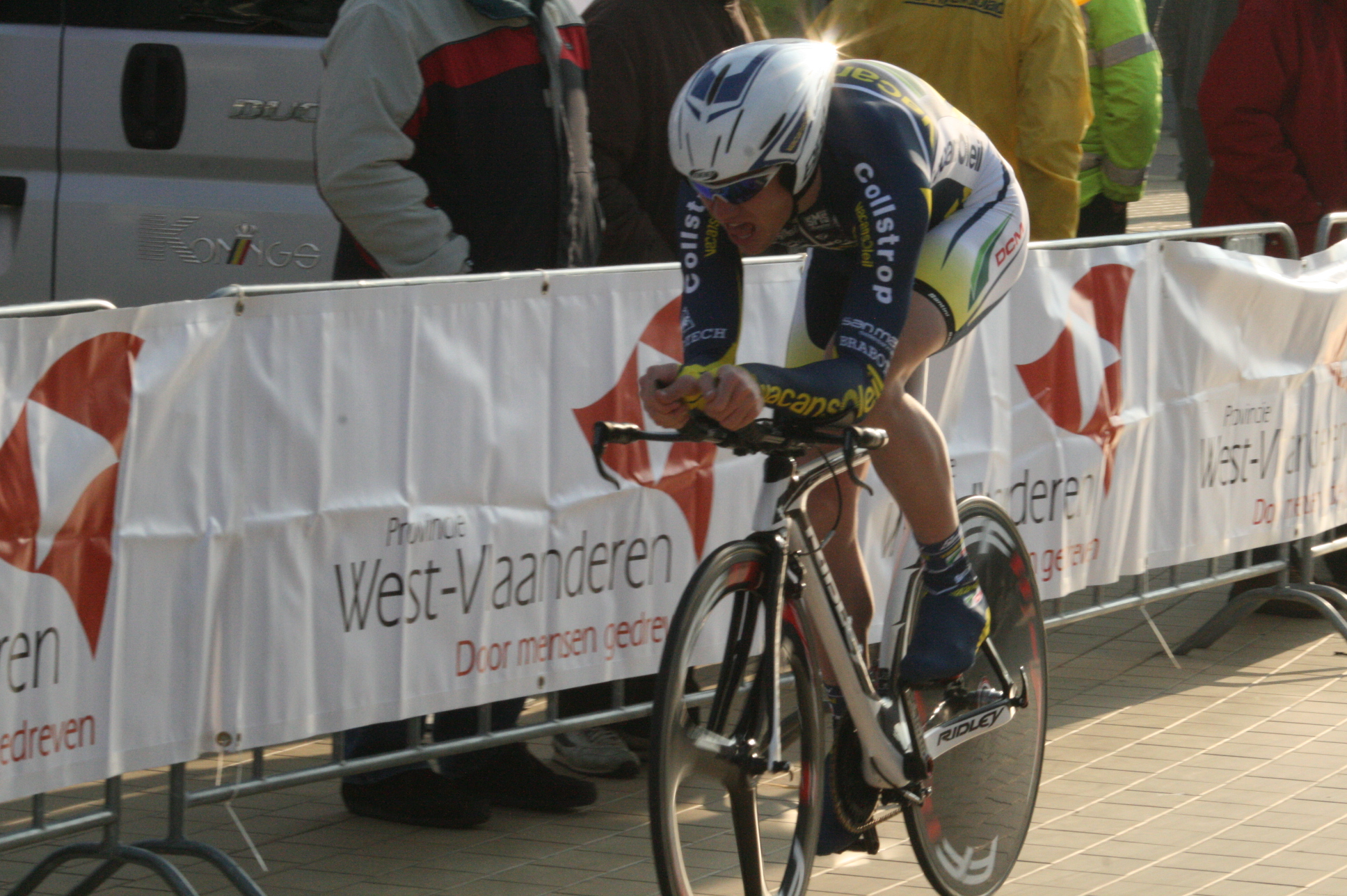
Pim Ligthart lors des Trois Jours de Flandre-Occidentale 2011.

En 2007 et 2008, Pim Ligthart est membre de l'équipe continentale KrolStone Continental. 
En 2009 et 2010, il court en France à l'AVC Aix-en-Provence. Avec l'équipe des Pays-Bas des moins de 23 ans, il se classe deuxième du ZLM Tour et troisième de La Côte Picarde, deux manches de la Coupe des Nations U23. Il participe aux championnats du monde sur route où il abandonne lors de la course en ligne des moins de 23 ans.
Stagiaire en fin d'année 2010 au sein de l'équipe Vacansoleil, il est recruté par celle-ci, sous son nouveau nom Vacansoleil-DCM, pour les saisons 2011 et 2012 et devient ainsi professionnel. Vacansoleil-DCM acquiert cette année-là le statut de ProTeam, ce qui lui permet de participer automatiquement aux compétitions du calendrier de l'UCI World Tour. Ligthart remporte le Hel van het Mergelland et devient champion des Pays-Bas sur route en devançant Bram Tankink et Reinier Honig. Il participe au Tour d'Espagne, son premier grand tour, qu'il termine à la 108e place. À l'issue de cette première année réussie, son contrat est prolongé jusqu'à la fin de l'année 2013.
La disparition de l'équipe Vacansoleil-DCM amène Pim Ligthart à s'engager en faveur de la formation belge Lotto-Belisol en 2014. À la fin de la saison il fait le choix de prolonger le contrat qui le lie à son employeur jusque 2016.
En 2015 il remporte le Grand Prix d'ouverture La Marseillaise et une étape du Tour d'Andalousie en début de saison.
Au deuxième semestre 2016, il signe un contrat avec la formation néerlandaise Roompot-Nederlandse Loterij.
Au mois d'août 2020, il se classe treizième du championnat des Pays-Bas sur route. En fin de contrat et ne retrouvant pas d'équipe, il annonce en décembre 2020 mettre un terme à sa carrière.

## Palmarès sur route

### Palmarès amateur
- 2006
  - 2e étape du Tour d'Istrie
  - 2e du Tour d'Istrie
  - 2e de l'Omloop der Vlaamse Gewesten
  - 2e de l'Acht van Bladel
  - 3e de Remouchamps-Ferrières-Remouchamps
- 2007
  - Hel van Voerendaal
- 2009
  - Grand Prix de Bavay
  - Quatre Jours des As-en-Provence :
    - Classement général
    - 3e étape

  - 3e du Grand Prix du Pays d'Aix
  - 3e du Circuit des Deux Provinces
- 2010
  - 2e du Circuit méditerranéen
  - 2e du ZLM Tour
  - 3e de la Côte picarde

### Palmarès professionnel
- 2011

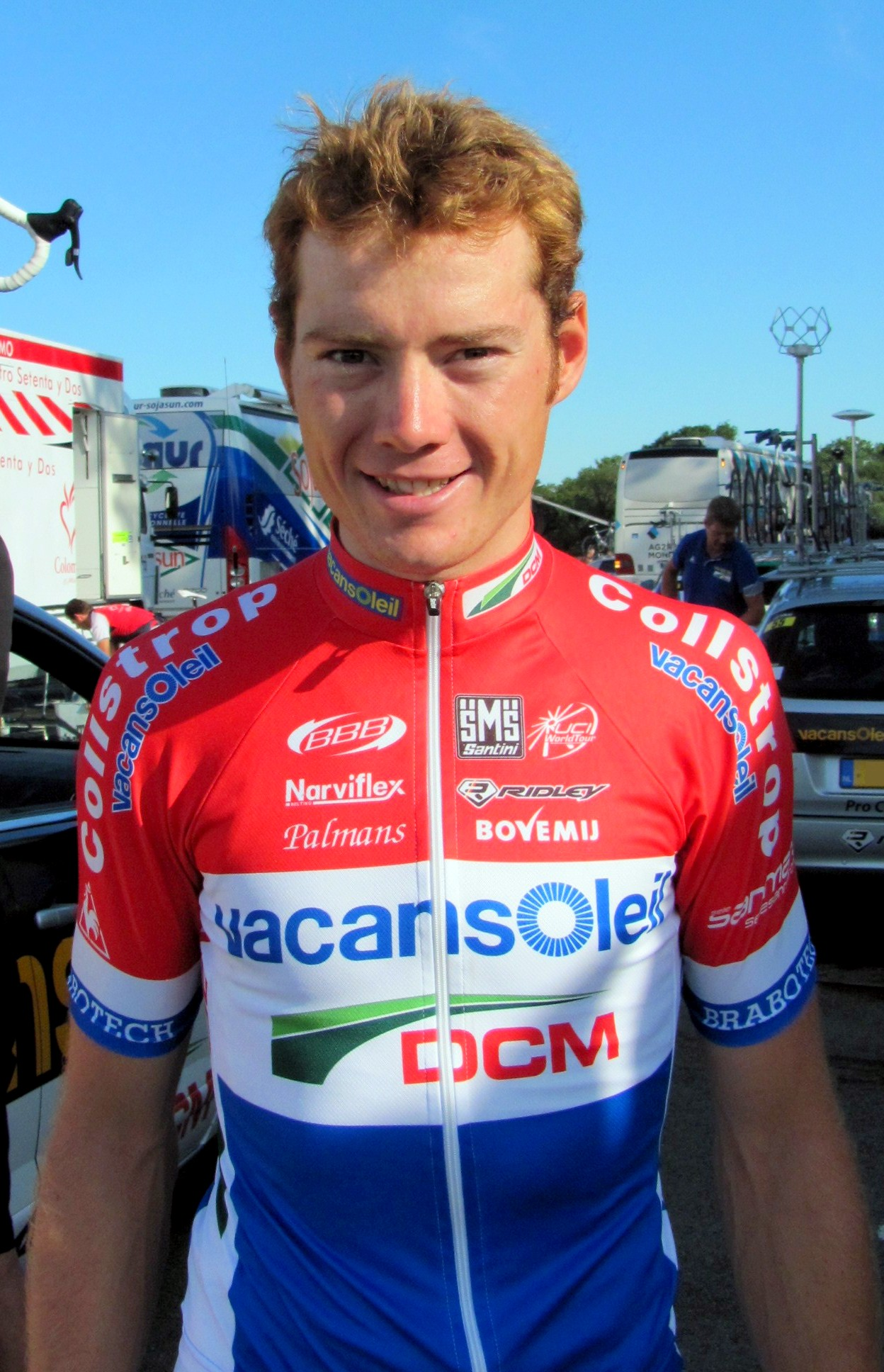
Pim Ligthart vêtu du maillot de Champion des Pays-Bas sur route en 2011.

  -  Champion des Pays-Bas sur route
  - Hel van het Mergelland
  - 3e de la Clásica de Almería
- 2012
  - 3e du Tour de Wallonie
- 2013
  - 5e étape du Ster ZLM Toer
- 2015
  - Grand Prix d'ouverture La Marseillaise
  - 1rea étape du Tour d'Andalousie
  - 2e de Binche-Chimay-Binche
- 2016
  - 2e du Grand Prix Jef Scherens
- 2018
  - 3e du Tour des Fjords
- 2019
  - Tour de Drenthe

### Résultats sur les grands tours

#### Tour d'Italie
2 participations
- 2013 : 161e
- 2016 : 126e

#### Tour d'Espagne
4 participations
- 2011 : 108e
- 2012 : 126e
- 2014 : 127e
- 2020 : abandon (15e étape)

### Classements mondiaux
| Année                                 | 2009 | 2010 | 2011 | 2012 | 2013 | 2014 | 2015 | 2016 | 2017 | 2018 | 2019 | 2020  |
| ------------------------------------- | ---- | ---- | ---- | ---- | ---- | ---- | ---- | ---- | ---- | ---- | ---- | ----- |
| UCI World Tour                        |      |      | 202e | 216e | nc   | 194e | nc   | nc   | nc   | nc   |      |       |
| Classement mondial                    |      |      |      |      |      |      |      | 300e | 245e | 218e | 405e | 1339e |
| UCI Europe Tour                       | 833e | 245e |      |      |      |      |      | 338e | 328e | 93e  | 322e | 1019e |
| UCI Oceania Tour                      | nc   | nc   |      |      |      |      |      | 15e  | nc   | nc   |      |       |
|                                       |      |      |      |      |      |      |      |      |      |      |      |       |
| Légende : nc = non classéSource : UCI |      |      |      |      |      |      |      |      |      |      |      |       |

## Palmarès sur piste

### Coupe du monde
- 2007-2008
  - 1er de la course aux points à Copenhague

### Victoires en Six jours
- Apeldoorn - 2009 (avec Robert Bartko et Léon van Bon)
- Amsterdam - 2012 (avec Michael Mørkøv)

### Championnats nationaux
| - 2004 - 2e du championnat des Pays-Bas de poursuite cadets - 2005 - 2e du championnat des Pays-Bas du scratch juniors - 3e du championnat des Pays-Bas de course aux points juniors - 3e du championnat des Pays-Bas de poursuite juniors - 2006 - Champion des Pays-Bas de course aux points - Champion des Pays-Bas du scratch - 3e du championnat des Pays-Bas de l'américaine - 2007 - Champion des Pays-Bas de course aux points - Champion des Pays-Bas de l'omnium espoirs - 2e du championnat des Pays-Bas du scratch - 3e du championnat des Pays-Bas de l'américaine | - 2009 - 2e du championnat des Pays-Bas de l'américaine - 2e du championnat des Pays-Bas du scratch - 2013 - 3e du championnat des Pays-Bas de l'américaine - 2015 - Champion des Pays-Bas du scratch - 2e du championnat des Pays-Bas de course aux points - 2017 - 2e du championnat des Pays-Bas de l'omnium - 2018 - 3e du championnat des Pays-Bas de l'américaine |